# Gruppo dei Conservatori e dei Riformisti Europei
Il Gruppo dei Conservatori e Riformisti Europei (CRE) (in inglese European Conservatives and Reformists Group; abbr. ECR) è un gruppo politico del Parlamento europeo creato il 22 giugno 2009 da partiti conservatori di destra e destra radicale o estrema destra (alla sua fondazione prevalentemente di centro-destra) che si definiscono "eurorealisti" e antifederalisti, in quanto si oppongono al federalismo europeo.
Al gruppo appartengono gli eurodeputati eletti con il Partito dei Conservatori e Riformisti Europei, ma anche alcuni esponenti del Partito Politico Cristiano Europeo nonché europarlamentari non appartenenti ad alcun partito europeo.

## Storia

### VII legislatura (2009-2014)
Il gruppo nasce sulla scia dell'associazione euroscettica Movimento per la Riforma Europea, creata dai Conservatori britannici che non intendevano più restare nel Gruppo del Partito Popolare Europeo, di centro-destra ed europeista.
In vista delle elezioni europee del 2009, i Conservatori guidati da David Cameron hanno cercato alleati per poter formare il gruppo ECR (European Conservatives and Reformists) dopo le elezioni. Tra i vari partiti contattati risultano gli italiani del Partito Pensionati, della Lega Nord, di AN, di Fratelli d'Italia e della nuova Forza Italia, ma non se ne fece nulla perché il Partito Pensionati non riuscì a tornare nell'Europarlamento a causa della nuova soglia di sbarramento del 4% (non presente alle elezioni precedenti) stabilita dal governo italiano di quel tempo a cui partecipavano i leghisti (che dopo quelle elezioni si iscrissero, nonostante il "corteggiamento" da parte del Partito Democratico Civico dall'ex premier della Repubblica Ceca Mirek Topolánek, al gruppo EFD di Nigel Farage) insieme al PdL (membro del gruppo PPE, cioè di un gruppo fortemente ostile alla creazione del gruppo ECR da parte dei Tories). Gli altri due partiti principali del gruppo furono il polacco Diritto e Giustizia e il ceco Partito Democratico Civico.
Il nuovo gruppo parlamentare fu definito dal leader liberal-democratico britannico Nick Clegg "una cricca di pazzi, omofobi, antisemiti e negazionisti del cambiamento climatico".
Nella VII Legislatura (2009-2014) il numero dei deputati iscritti al gruppo ECR è variato dai 54 MEP (Europarlamentari) di 8 differenti Stati nel luglio 2009 (inizio legislatura) ai 57 MEP di 11 differenti Stati nel maggio 2014 (fine legislatura), quinto gruppo dopo PPE, S&D, ALDE e Verdi/ALE.

### VIII legislatura (2014-2019)

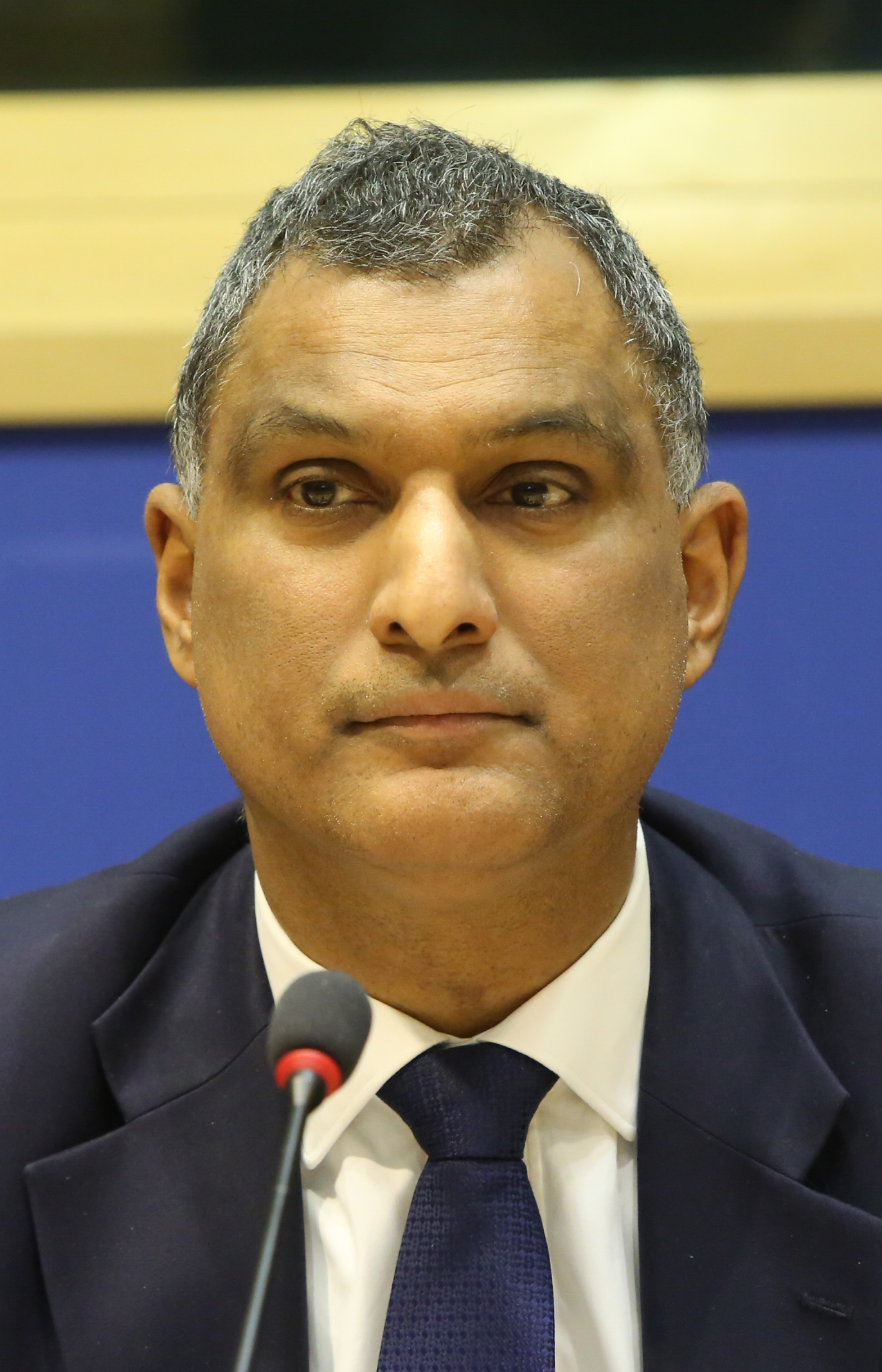
Syed Kamall (Partito Conservatore)

Nell'ottava legislatura risultano 70 membri eletti di 15 differenti Stati nel luglio 2014 e così il gruppo ECR, grazie all'ingresso di nuovi partiti greci, bulgari, tedeschi e slovacchi non presenti nel precedente europarlamento, è diventato il terzo gruppo parlamentare dopo il PPE e S&D, superando i gruppi ALDE e Verdi/ALE.
L'eurodeputato conservatore britannico Syed Kamall succede al connazionale Martin Callanan nella carica di capogruppo e diventa così il primo uomo di colore e di fede islamica a presiedere un gruppo parlamentare europeo. Il 1º luglio 2014 il gruppo ha candidato ufficialmente l'eurodeputato conservatore britannico Sajjad Karim alla carica di Presidente del Parlamento Europeo ottenendo 101 voti, cioè i 70 voti conservatori e 31 voti esterni, nella seduta inaugurale della nuova legislatura: se fosse stato eletto, sarebbe stato il primo politico britannico di ascendenze pakistane e di fede islamica a ottenere la carica, assegnata in quel periodo al socialista tedesco Martin Schulz (vincitore con 404 voti).
Il 17 maggio 2015 l'eurodeputato di Forza Italia Raffaele Fitto lascia il gruppo PPE ed aderisce al gruppo conservatore.
Il 6 novembre 2018 Giorgia Meloni annuncia l'ingresso di Fratelli d'Italia nel gruppo dei Conservatori e dei Riformisti, pur non avendo eurodeputati.

### IX legislatura (2019-2024)

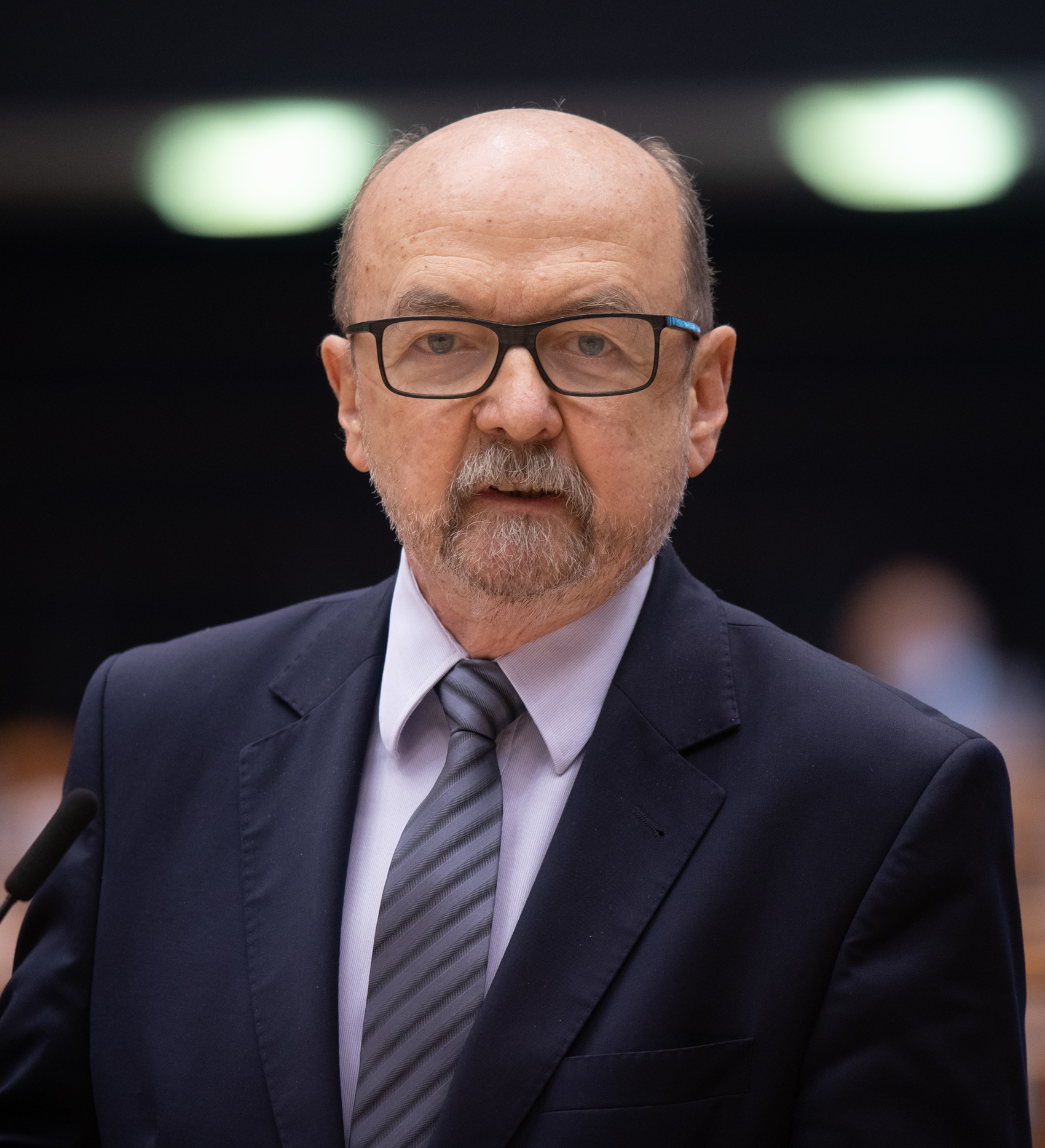
Ryszard Legutko, co-presidente del gruppo (PiS) nella IX legislatura.

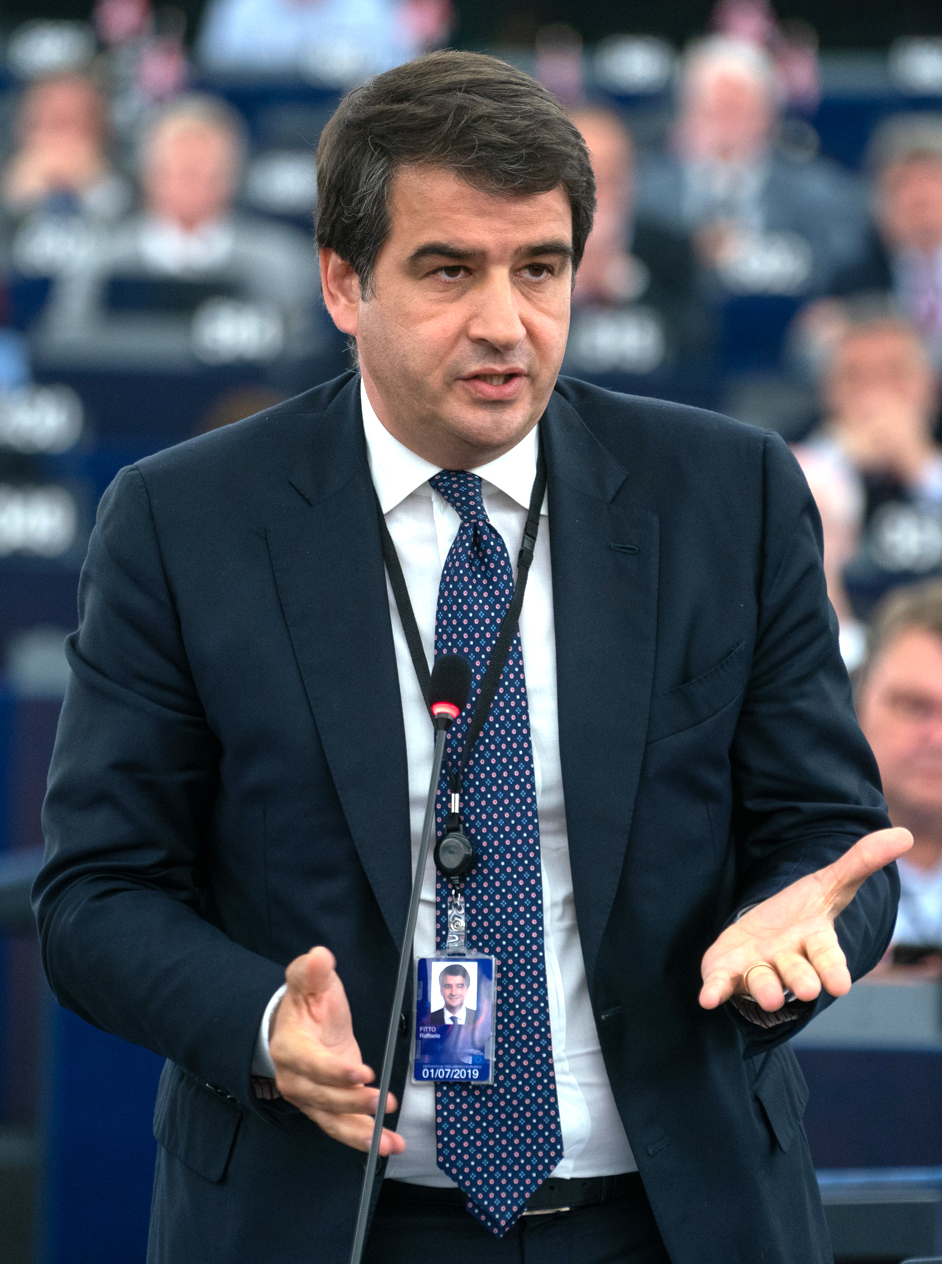
Raffaele Fitto, co-presidente del gruppo (FdI) fino al settembre 2022.

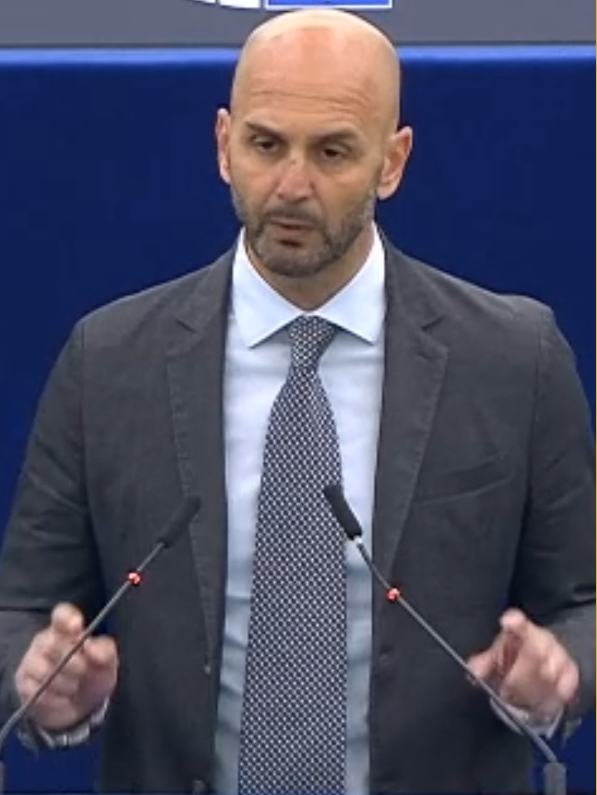
Nicola Procaccini, co-presidente del gruppo parlamentare (FdI).

Il ceco Jan Zahradil è stato il candidato principale dei conservatori alle elezioni europee del 2019.
Nella seduta inaugurale della IX legislatura il 2 luglio 2019, aderiscono al gruppo 62 eurodeputati, 14 in meno rispetto alla legislatura precedente. Vi aderiscono i rappresentanti dei soggetti politici affiliati al Partito dei Conservatori e dei Riformisti Europei (ECR) e al Movimento Politico Cristiano d'Europa (ECPM), con l'eccezione del partito belga Nuova Alleanza Fiamminga (N-VA) che fa parte dell'Alleanza Libera Europea (ALE).
Per l'Italia siedono i 6 parlamentari di Fratelli d'Italia Carlo Fidanza, Pietro Fiocchi, Nicola Procaccini, Raffaele Stancanelli, Raffaele Fitto (anche co-presidente del gruppo parlamentare) e Sergio Berlato (quest'ultimo solo dal 1º febbraio 2020, per via della ripartizione di alcuni seggi in seguito alla Brexit). Dopo la compagine polacca del PiS, gli eurodeputati di Fratelli d'Italia rappresentano il secondo partito in seno al gruppo.
Gli eurodeputati polacchi occupano 26 seggi, 7 in più rispetto alla precedente legislatura; 24 spettano a Diritto e Giustizia (PiS), 2 al suo alleato Polonia Solidale e uno ad Accordo. Rispetto alla legislatura precedente persero invece seggi i Conservatori britannici (ben 14) e diversi eurodeputati tedeschi. Il Partito Popolare Danese e il Partito dei Veri Finlandesi avevano già annunciato prima delle elezioni l'intenzione di aderire al nuovo gruppo Identità e Democrazia. Nuovi partiti all'interno del gruppo ECR a partire dal 2019 sono l'olandese Forum per la Democrazia (FvD), lo spagnolo Vox, il Partito delle Famiglie di Germania e Soluzione Greca. In reazione all'adesione degli eurodeputati del FvD al gruppo, l'olandese Unione Cristiana lasciò l'ECR per aderire al Gruppo del PPE.
Si è osservato uno spostamento verso destra del gruppo politico, a cui hanno aderito partiti anti-immigrazione e populisti di destra.
Per la prima volta il gruppo politico elesse due co-presidenti, Ryszard Legutko (PiS) e Raffaele Fitto (FdI). Vicepresidenti del gruppo sono Daniel Hannan fino al momento della Brexit, Roberts Zīle, Assita Kanko, Peter Lundgren, Hermann Tertsch e Beata Szydło. Co-tesorieri sono Angel Dzhambazki e Kosma Złotowski.
Il 27 novembre 2019 i membri del gruppo ECR si divisero al momento del voto di fiducia alla nuova commissione von der Leyen, con 30 voti a favore (prevalentemente dagli eurodeputati polacchi), 16 contrari, 14 astensioni e 2 non votanti. Del nuovo collegio dei commissari faceva infatti parte anche Janusz Wojciechowski, esponente del polacco PiS.
A seguito della Brexit, il 31 gennaio 2020 i conservatori britannici lasciarono i loro seggi all'interno dell'ECR. Il 1 febbraio 2020 l'italiano Sergio Berlato, il polacco Dominik Tarczyński (PiS) e la spagnola Margarita de la Pisa Carrión (Vox) si unirono alle file dell'ECR dopo la ridistribuzione di alcuni seggi post-Brexit. Il 13 maggio 2020 l'eurodeputato Cristian Terheș aderì al PNȚ-CD, passando contestualmente dal gruppo S&D al gruppo ECR, unico membro romeno del gruppo.
Nel novembre 2020 i tre eurodeputati dell'olandese FvD aderirono in blocco al partito nazionale Juiste Antwoord 2021 (JA21), restando membri dell'ECR.
Il 18 febbraio 2021 in seguito all'appoggio della Lega al Governo Draghi l'eurodeputato Vincenzo Sofo lascia il partito e aderisce a Fratelli d'Italia, passando quindi al gruppo ECR. L'eurodeputata italiana Chiara Gemma (eletta con il Movimento 5 Stelle) si unsice al gruppo nel febbraio 2023.
Nel febbraio 2024 aderiscono al gruppo i tre eurodeputati francesi di Reconquête.

### X legislatura (dal 2024)
All'inizio della X legislatura, nel luglio 2024, aderiscono 78 eurodeputati, da Italia, Polonia, Francia, Romania, Lettonia, Svezia, Lituania, Belgio, Finlandia, Bulgaria, Repubblica Ceca, Olanda, Estonia, Cipro..
A guidare il gruppo sono eletti come copresidenti il polacco Joachim Brudziński e l'italiano Nicola Procaccini.

## Ideologia

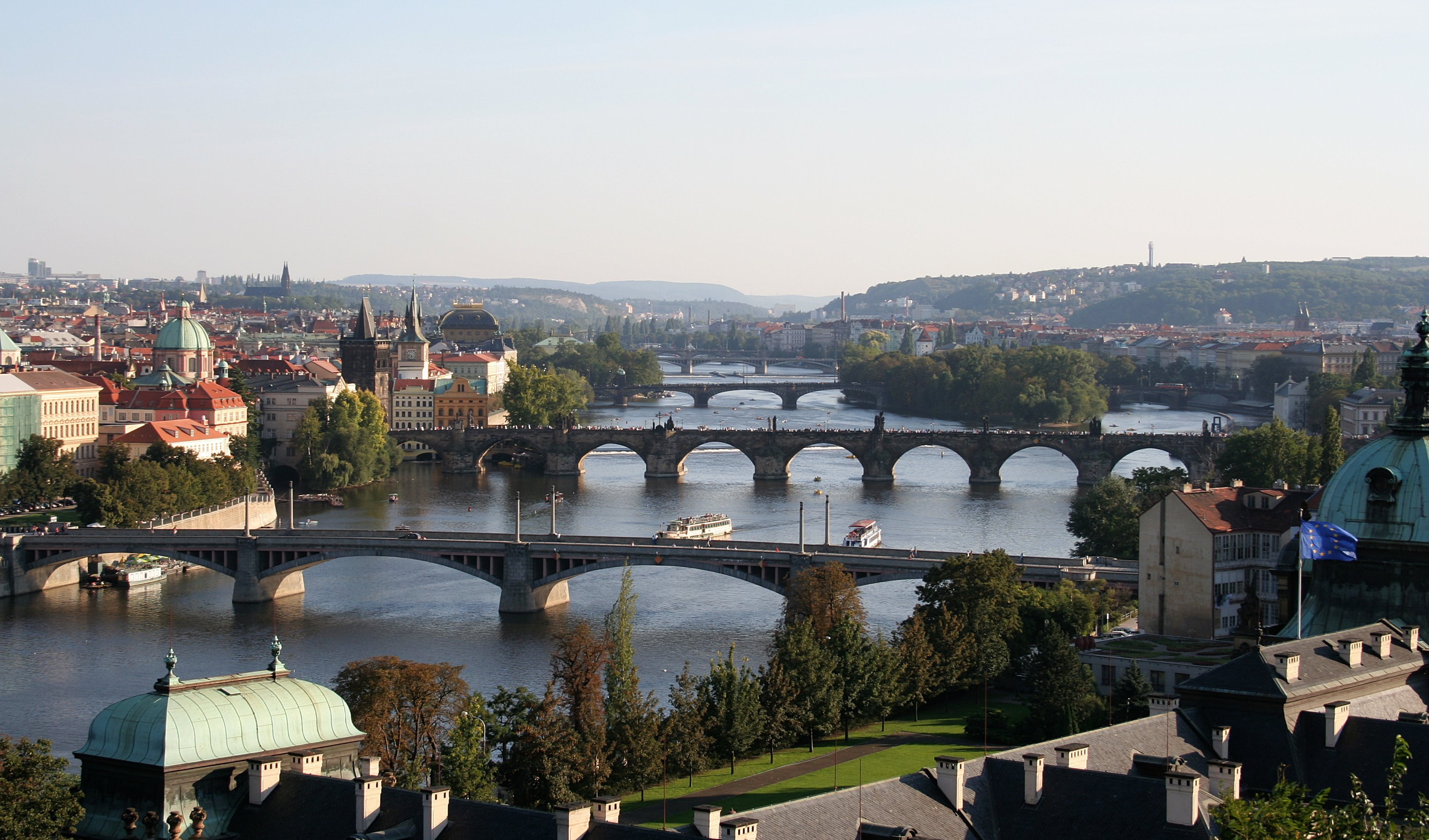
La Prague Declaration risale al 2003.

Il gruppo ECR si propone come difensore della sovranità dei singoli stati contro il federalismo europeo, si dichiara per il rispetto del principio di sussidiarietà (sovranità nazionale fin dove è possibile, UE dove è indispensabile) e a favore del libero mercato grazie a una minore tassazione e a meno ostacoli burocratici, si oppone all'immigrazione illegale ed esprime forti critiche all'euro-moneta e alla burocrazia europea; il gruppo ECR si riconosce nel Manifesto di Praga (The Prague Declaration) del 2003, cioè nei dieci seguenti principi:
- Libera impresa, commercio libero ed equo e la concorrenza, regolamentazione minima, sgravi fiscali, con la minima presenza dello Stato, a cui è demandata la difesa della libertà individuale e la prosperità personale e nazionale.
- La libertà della persona e una maggiore responsabilità democratica.
- La sostenibilità, l'energia pulita e la sicurezza energetica.
- L'importanza della famiglia come fondamento della società.
- L'integrità sovrana dello Stato nazionale, l'opposizione al federalismo europeo e la sussidiarietà.
- Il valore primario della relazione di sicurezza transatlantica in una rivitalizzata NATO e il sostegno alle giovani democrazie in tutta Europa.
- Controllo dell'immigrazione e la fine ad abusi di procedure di asilo.
- Servizi pubblici efficienti e moderni e la sensibilità ai bisogni delle comunità rurali e urbane.
- La fine della burocrazia eccessiva e un impegno per una maggiore trasparenza e correttezza nelle istituzioni dell'UE e l'utilizzo dei fondi comunitari.
- Il rispetto e un trattamento equo per tutti i paesi dell'UE, vecchi e nuovi, grandi e piccoli.

## Composizione

### X legislatura (2024 - )
| Stato          | Partito nazionale | Partito europeo | Partito europeo | Europarlamentari |
| -------------- | --- | --------------- | --------------- | ---------------- |
| Belgio         | Nuova Alleanza Fiamminga Nieuw-Vlaamse Alliantie (N-VA) |                 | ALE             | 3 / 22           |
| Bulgaria       | C'è un Popolo come Questo Има такъв народ (ITN) |                 | PCRE            | 1 / 17           |
| Croazia        | Movimento Patriottico Domovinski pokret (DP) |                 | Nessuno         | 1 / 12           |
| Cipro          | Fronte Popolare Nazionale Εθνικό Λαϊκό Μέτωπο (ELAM) |                 | PCRE            | 1 / 6            |
| Danimarca      | Democratici Danesi Danmarksdemokraterne (Æ) |                 | Nessuno         | 1 / 15           |
| Estonia        | indipendente |                 | Nessuno         | 1 / 7            |
| Finlandia      | Veri Finlandesi Perussuomalaiset (PS) |                 | Nessuno         | 1 / 15           |
| Francia        | Identité-Libertés |                 | PCRE            | 4 / 81           |
| Grecia         | Soluzione Greca Ελληνική Λύση (ΕΛ) |                 | Nessuno         | 2 / 21           |
| Italia         | Fratelli d'Italia (FdI) |                 | PCRE            | 24 / 76          |
| Lettonia       | Alleanza Nazionale Nacionālā Apvienība (NA) |                 | PCRE            | 2 / 9            |
| Lettonia       | Lista Unita Apvienotais saraksts (AS) |                 | Nessuno         | 1 / 9            |
| Lituania       | Azione Elettorale dei Polacchi in Lituania - Alleanza delle Famiglie Cristiane Lietuvos lenkų rinkimų akcija – Krikščioniškų šeimų sąjunga (LLRA–KŠS) Akcja Wyborcza Polaków na Litwie – Związek Chrześcijańskich Rodzin (AWPL–ZCHR) |                 | PCRE            | 1 / 11           |
| Lituania       | Unione dei Contadini e dei Verdi di Lituania Lietuvos valstiečių ir žaliųjų sąjunga (LVŽS) |                 | PCRE            | 1 / 11           |
| Paesi Bassi    | Partito Politico Riformato Staatkundig Gereformeerde Partij (SGP) |                 | MPCE            | 1 / 31           |
| Polonia        | Diritto e Giustizia Prawo i Sprawiedliwość (PiS) |                 | PCRE            | 18 / 52          |
| Polonia        | Polonia Sovrana Suwerenna Polska (SP) |                 | Nessuno         | 2 / 52           |
| Rep. Ceca      | Partito Democratico Civico Občanská demokratická strana (ODS) |                 | PCRE            | 3 / 21           |
| Romania        | Alleanza per l'Unione dei Romeni Alianța pentru Unirea Românilor (AUR) |                 | PCRE            | 5 / 33           |
| Romania        | Partito Nazionale Conservatore Romeno Partidul Național Conservator Român (PNCR) |                 | MPCE            | 1 / 33           |
| Spagna         | indipendenti |                 | Nessuno         | 2 / 61           |
| Svezia         | Democratici Svedesi Sverigedemokraterna (SD) |                 | PCRE            | 3 / 21           |
| Unione europea | Totale | Totale          | Totale          | 79 / 720         |

### IX legislatura (2019-2024)
| Paese          | Partito nazionale | Partito europeo | Partito europeo | Europarlamentari |
| -------------- | --- | --------------- | --------------- | ---------------- |
| Belgio         | Nuova Alleanza Fiamminga Nieuw-Vlaamse Alliantie (N-VA)                                                                                               |                 | ALE             | 3 / 21           |
| Bulgaria       | Movimento Nazionale Bulgaro ВМРО – Българско Национално Движение (ВМРО-БНД)                                                                           |                 | PCRE            | 2 / 17           |
| Croazia        | Sovranisti Croati Hrvatski suverenisti (HKS) |                 | PCRE            | 1 / 12           |
| Finlandia      | Veri Finlandesi Perussuomalaiset (PS) |                 | Nessuno         | 2 / 13           |
| Francia        | Reconquête (R!) |                 | Nessuno         | 1 / 79           |
| Germania       | Bündnis Deutschland |                 | Nessuno         | 1 / 96           |
| Grecia         | Soluzione Greca Ελληνική Λύση (ΕΛ) |                 | Nessuno         | 1 / 21           |
| Italia         | Fratelli d'Italia (FdI) |                 | PCRE            | 10 / 76          |
| Lettonia       | Alleanza Nazionale Nacionālā Apvienība (NA) |                 | PCRE            | 1 / 8            |
| Lituania       | Azione Elettorale dei Polacchi in Lituania - Alleanza delle Famiglie Cristiane Lietuvos lenkų rinkimų akcija – Krikščioniškų šeimų sąjunga (LLRA–KŠS) |                 | PCRE            | 1 / 11           |
| Paesi Bassi    | Juiste Antwoord 2021 (JA21) |                 | Nessuno         | 1 / 29           |
| Paesi Bassi    | Partito Politico Riformato Staatkundig Gereformeerde Partij (SGP)                                                                                     |                 | MPCE            | 1 / 29           |
| Paesi Bassi    | Più Democrazia Diretta Meer Directe Democratie |                 | EAFD            | 1 / 29           |
| Paesi Bassi    | indipendenti |                 | Nessuno         | 2 / 29           |
| Polonia        | Diritto e Giustizia Prawo i Sprawiedliwość (PiS) |                 | PCRE            | 24 / 52          |
| Polonia        | Polonia Sovrana Suwerenna Polska (SP) |                 | PCRE            | 2 / 52           |
| Polonia        | Partito Repubblicano Partia Republikańska |                 | Nessuno         | 1 / 52           |
| Romania        | Partito Nazionale Contadino Cristiano Democratico Partidul Național Țărănesc Creștin Democrat (PNŢ-CD)                                                |                 | MPCE            | 1 / 33           |
| Rep. Ceca      | Partito Democratico Civico Občanská demokratická strana (ODS)                                                                                         |                 | PCRE            | 4 / 21           |
| Slovacchia     | Libertà e Solidarietà Sloboda a Solidarita (SaS) |                 | PCRE            | 1 / 14           |
| Spagna         | Vox |                 | PCRE            | 4 / 59           |
| Svezia         | Democratici Svedesi Sverigedemokraterna (SD) |                 | PCRE            | 3 / 21           |
| Unione europea | Totale | Totale          | Totale          | 68 / 705         |
| [ 46 ] [ 47 ]  | |                 |                 |                  |

- Gli europarlamentari polacchi Patryk Jaki, Beata Kampa e Adam Bielan sono membri del Partito dei Conservatori e Riformisti Europei a titolo individuale.

### VIII legislatura (2014-2019)
Il gruppo ECR contava (dato aggiornato al maggio 2015) 74 membri eletti di 15 differenti stati:
| Partito                                       | Nome locale                                                                        | Sigla         | Stato       | Europartito | MPE | Precedente |
| --------------------------------------------- | ---------------------------------------------------------------------------------- | ------------- | ----------- | ----------- | --- | ---------- |
| Partito Conservatore                          | Conservative Party                                                                 | Con           | Regno Unito | AECR        | 19  | ECR        |
| Partito Unionista dell'Ulster                 | Ulster Unionist Party                                                              | UPP           | Regno Unito | AECR        | 1   | ECR        |
| Diritto e Giustizia                           | Prawo i Sprawiedliwosc                                                             | PiS           | Polonia     | AECR        | 19  | ECR        |
| Destra della Repubblica                       | Prawica Rzeczypospolitej                                                           | PR            | Polonia     | nessuno     | 1   | ECR        |
| Alternativa per la Germania                   | Alternative für Deutschland                                                        | AfD           | Germania    | nessuno     | 2   | nessuno    |
| Riformatori Liberal-Conservatori              | Liberal-Konservative Reformer                                                      | LKR           | Germania    | nessuno     | 5   | nessuno    |
| Partito delle Famiglie di Germania            | Familien-Partei Deutschlands                                                       | FAMILIE       | Germania    | MPCE        | 1   | nessuno    |
| Partito Popolare Danese                       | Dansk Folkeparti                                                                   | DF            | Danimarca   | nessuno     | 4   | EFD        |
| Nuova Alleanza Fiamminga                      | Nieuw Vlaamse Alliantie                                                            | N-VA          | Belgio      | nessuno     | 4   | Verdi/ALE  |
| Veri Finlandesi                               | Perussuomalaiset                                                                   | PS            | Finlandia   | AECR        | 2   | EFD        |
| Partito Democratico Civico                    | Obcanská demokratická strana                                                       | ODS           | Rep. Ceca   | AECR        | 2   | ECR        |
| Azione Elettorale dei Polacchi in Lituania    | Akcja Wyborcza Polaków na Litwie                                                   | AWPL          | Lituania    | AECR        | 1   | ECR        |
| Alleanza Nazionale                            | Nacionala apvieniba                                                                | NA            | Lettonia    | AECR        | 1   | ECR        |
| Partito Croato dei Diritti dr. Ante Starčević | Hrvatska stranka prava dr. Ante Starčević                                          | HSP-AS        | Croazia     | AECR        | 0   | ECR        |
| Partito Conservatore Croato                   | Hrvatska konzervativna stranka                                                     | HKS           | Croazia     | AECR        | 1   | ECR        |
| Unione Cristiana                              | ChristenUnie                                                                       | CU            | Paesi Bassi | MPCE        | 1   | ECR        |
| Partito Politico Riformato                    | Staatkundig Gereformeerde Partij                                                   | SGP           | Paesi Bassi | MPCE        | 1   | EFD        |
| Greci Indipendenti                            | Anexartitoi Ellines                                                                | ANEL          | Grecia      | nessuno     | 1   | nessuno    |
| Direzione Italia                              | Direzione Italia                                                                   | DI            | Italia      | AECR        | 2   | PPE        |
| Fratelli d'Italia                             | Fratelli d’Italia                                                                  | FdI           | Italia      | AECR        | 1   | nessuno    |
| Movimento Nazionale Bulgaro                   | Vatreschna Makedonska Revoljuzionna Organizacija - Balgarsko Natsionalno Dvizhenie | VMRO-BND      | Bulgaria    | nessuno     | 1   | nessuno    |
| Bulgaria senza Censura                        | България без цензура                                                               | BBT           | Bulgaria    | nessuno     | 1   | nessuno    |
| M10                                           | M10                                                                                | M10           | Romania     | AECR        | 1   | nessuno    |
| Libertà e Solidarietà                         | Sloboda a Solidarietà                                                              | SaS           | Slovacchia  | AECR        | 1   | nessuno    |
| Nuova Maggioranza                             | Nová väčšina                                                                       | NOVA          | Slovacchia  | AECR        | 1   | nessuno    |
| Gente Comune e Personalità Indipendenti       | Obyčajní Ľudia a Nezávislé Osobnosti                                               | OĽaNO         | Slovacchia  | MPCE        | 1   | nessuno    |
| Indipendente                                  | Brian Crowley                                                                      | Brian Crowley | Irlanda     | nessuno     | 1   | ALDE       |
| Indipendente                                  | Notis Marias                                                                       | Notis Marias  | Grecia      | nessuno     | 1   | ALDE       |

#### Coesione politica
Nel giugno 2014 il gruppo ECR si è notevolmente allargato grazie all'adesione di molti nuovi partiti di destra e di centro-destra, alcuni dei quali in precedenza iscritti ad altri gruppi, come EFD, ALDE, Verdi-ALE, PPE, e molti altri partiti che non erano presenti nella precedente legislatura eletta nel 2009. La dirigenza del partito fiammingo N-VA ha deciso di aderire al gruppo ECR invece che al gruppo ALDE con un margine di 70 a 3; questa decisione ha destato molto scalpore in Belgio e l'ex premier ed esponente VLD aderente al gruppo ALDE Guy Verhofstadt ha definito come molto grave l'adesione del partito vincitore delle elezioni europee in Belgio ad un gruppo fortemente euroscettico e anti-UE composto da partiti che vogliono lasciare e cancellare l'eurozona. Ha destato scalpore l'adesione al gruppo del Partito Popolare Danese e dei Veri Finlandesi, due partiti euroscettici che nella precedente legislatura erano iscritti al gruppo EFD, guidato da Nigel Farage, leader dello UKIP, partito britannico anti-UE e acerrimo rivale, da posizioni di destra fortemente anti-UE, dei Tories). L'adesione dell'europarlamentare indipendente Brian Crowley, politico irlandese eletto con il Fianna Fáil (partito di cui è stato fedele membro per più di 20 anni) ha consentito a questo gruppo di superare il gruppo ALDE; questa scelta di Brian Crowley ha prodotto una profonda discussione interna al Fianna Fáil perché questo partito prima di aderire al gruppo ALDE nel 2009 era membro dei gruppi di destra UPE (1995-1999) e UEN (1999-2009), cioè i due antenati del gruppo ECR. Il gruppo ha ottenuto l'adesione dei tedeschi di Alternativa per la Germania e dei greci del partito ANEL.
I vari eredi del PdL (partito italiano sciolto nel novembre 2013 e che aderiva al PPE) si sono divisi a proposito di quale gruppo parlamentare aderire in Europa: ad esempio, durante la campagna elettorale per le elezioni del 2014, Giorgia Meloni ha dichiarato che il suo partito, Fratelli d'Italia (nato nel dicembre 2012 da una scissione dal PdL), avrebbe aderito, in caso di superamento dello sbarramento elettorale (pari al 4% dei voti validi), o al gruppo ECR oppure al "nuovo gruppo no-euro" (a cui guarda con molto interesse la Lega Nord che nel 2009 era stata ad un passo dall'adesione|titolo=al gruppo ECR per poi aderire al gruppo EFD di Nigel Farage) proposto dai francesi del Fronte Nazionale guidati da Marine Le Pen: visti i risultati elettorali definitivi, Fratelli d'Italia non è riuscito a ottenere voti sufficienti per eleggere propri europarlamentari. A proposito della collocazione internazionale di Forza Italia (il maggiore erede del defunto PdL e principale partito del centrodestra italiano), la stampa internazionale ha ipotizzato una sua possibile futura (cioè dopo le elezioni del 2014) adesione al gruppo ECR perché l'euroscetticismo di Silvio Berlusconi è, a loro giudizio, più vicino ai polacchi del PJS piuttosto che alle posizioni (pro-euro) del PPE di cui Silvio Berlusconi è il principale socio italiano fin dal 1998 (anno in cui ha lasciato il gruppo UPE, "padre" del gruppo UEN che nel 2004 aveva accolto i polacchi del PJS che nel 2009 sono tra i soci del gruppo ECR che quindi è "figlio" del gruppo UEN). In caso di adesione al Gruppo ECR da parte di FI (12 MEP), Lega Nord (5 MEP) e del partito ungherese Fidesz (12 MEP) guidato da Viktor Orbán (come ipotizzato dalla stampa internazionale), il PPE perderebbe 25 MEP (cioè i MEP di Forza Italia e Fidesz) e perderebbe la maggioranza relativa al Parlamento europeo a favore del PSE (mentre il gruppo ECR salirebbe da 70 MEP a 100 MEP). Nel luglio 2014, cioè dopo le elezioni citate sopra dalla stampa internazionale, anche la stampa italiana ha rilanciato l'ipotesi che Forza Italia (per intero, cioè tramite una decisione di Silvio Berlusconi, o in parte, cioè tramite una scissione da parte di alcuni eurodeputati molto insoddisfatti della partecipazione di FI al PPE) abbandoni il PPE a favore o del gruppo ECR oppure del "nuovo gruppo no-euro" proposto dai francesi del FN guidati da Marine Le Pen e sostenuto dalla Lega Nord, il principale alleato di Berlusconi in Italia. Questa ipotesi è però definitivamente tramontata nel settembre 2017 con la visita del Presidente del PPE da Berlusconi ad Arcore, dove si è ribadito e rilanciato la collocazione europea "popolare" di Forza Italia.

### VII legislatura (2009-2014)
Al termine della legislatura, il gruppo ECR contava 57 membri eletti di 11 differenti stati:
| Partito                                       | Nome locale                              | Sigla                  | Stato       | Europartito | MPE | Precedente |
| --------------------------------------------- | ---------------------------------------- | ---------------------- | ----------- | ----------- | --- | ---------- |
| Partito Conservatore                          | Conservative Party                       | Con                    | Regno Unito | AECR        | 25  | PPE-DE     |
| Partito Unionista dell'Ulster                 | Ulster Unionist Party                    | UPP                    | Regno Unito | AECR        | 1   | PPE-DE     |
| Partito Democratico Civico                    | Obcanská demokratická strana             | ODS                    | Rep. Ceca   | AECR        | 9   | PPE-DE     |
| Diritto e Giustizia                           | Prawo i Sprawiedliwosc                   | PiS                    | Polonia     | AECR        | 7   | UEN        |
| La Polonia è la Più Importante                | Polska jest Najwazniejsza                | PJN                    | Polonia     | AECR        | 4   | nessuno    |
| Forza Italia                                  | Forza Italia                             | FI                     | Italia      | nessuno     | 1   | nessuno    |
| Conservatori Social Riformisti                | Conservatori Social Riformisti           | CSR                    | Italia      | AECR        | 1   | PPE        |
| Libertaria, Diretta, Democratica              | Libertair, Direct, Democratisch          | LDD                    | Belgio      | AECR        | 1   | nessuno    |
| Azione Elettorale dei Polacchi in Lituania    | Akcja Wyborcza Polaków na Litwie         | AWPL                   | Lituania    | AECR        | 1   | nessuno    |
| Unione Cristiana                              | ChristenUnie                             | CU                     | Paesi Bassi | MPCE        | 1   | IND/DEM    |
| Movimento Ungherese Moderno                   | Modern Magyarország Mozgalom             | MoMa                   | Ungheria    | AECR        | 1   | nessuno    |
| Alleanza Nazionale                            | Nacionala apvieniba                      | NA                     | Lettonia    | AECR        | 1   | nessuno    |
| Partito Croato dei Diritti dr. Ante Starčević | Hrvatska stranka prava dr.Ante Starcevic | HSP-AS                 | Croazia     | AECR        | 1   | nessuno    |
| Partito Ambientalista Fokus                   | Miljøpartiet Fokus                       | FOKUS                  | Danimarca   | AECR        | 1   | EFD        |
| Indipendente                                  | Marta Andreasen                          | Marta Andreasen        | Regno Unito | nessuno     | 1   | EFD        |
| Indipendente                                  | Michal Tomasz Kaminski                   | Michal Tomasz Kaminski | Polonia     | nessuno     | 1   | nessuno    |

#### Coesione politica
Secondo i calcoli fatti da Vote Watch Europe, durante la VII legislatura (2009-2014) la coesione politica del gruppo ECR è stata pari all'86,65% dei voti parlamentari: solamente i gruppi pro-euro (Verdi/ALE, PPE, S&D, ALDE) sono stati più coesi al proprio interno, mentre i gruppi GUE e soprattutto EFD sono stati meno coesi. La coesione interna è stata più alta nelle votazioni relative a materie costituzionali (94,79% di coesione), commercio internazionale e industria, ricerca ed energia. Le divergenze maggiori (cioè la minor coesione) tra i soci del gruppo ECR si è avuta nelle decisioni in materia di sviluppo regionale (70,53% di coesione), agricoltura, sviluppo e cooperazione.
I soci più fedeli al gruppo ECR (cioè i partiti che hanno votato con la maggioranza dei membri del gruppo ECR il più delle volte) sono stati i Tories (97,51% di fedeltà al gruppo ECR), l'Ulster Unionist Party e il ceco Partito Democratico Civico. Tra i soci che hanno deviato più spesso (cioè i partiti che votato in modo divergente) dalla maggioranza del gruppo ECR spicca l'eurodeputata italiana Cristiana Muscardini (eletta nel giugno 2009 nelle liste del PdL guidato da Silvio Berlusconi e Gianfranco Fini, aderisce al PPE di cui il PdL è socio: nel luglio 2010 aderisce alla scissione finiana che ha creato il FLI di Gianfranco Fini e rimane nel PPE, ma nell'ottobre 2012 fonda il CSR che aderisce al gruppo ECR) che alle elezioni europee del 2014 ha poi cercato la rielezione (in alleanza con i montiani di Scelta Civica e altri partiti minori) nelle votazioni del 2014 nelle liste di Scelta Europea, lista aderente al gruppo ALDE (cioè del gruppo pro-euro per eccellenza) che però non è riuscita a ottenere voti sufficienti per eleggere propri europarlamentari.
Durante la VII legislatura ci sono stati alcuni problemi di coesione interni alla delegazione polacca, precisamente il partito PJS ha subìto alcune scissioni: il partito PJN è rimasto nel gruppo ECR, mentre Polonia Unita è passato al gruppo EFD (notare che alle elezioni europee del 2014 gli elettori polacchi hanno premiato il partito PJS, che ha incrementato il numero dei propri eletti rispetto alle elezioni del 2009, punendo i partiti La Polonia è la Più Importante e Polonia Unita, che non sono riusciti a ottenere voti sufficienti per eleggere propri europarlamentari).
Altra curiosità relativa alla VII legislatura è stata l'adesione dell'europarlamentare italiana Susy De Martini al gruppo ECR; prima dei non eletti nel 2009, subentra a Mario Mauro il 12 aprile 2013 e si iscrive al gruppo ECR senza che i dirigenti del PdL, partito guidato da Silvio Berlusconi e Angelino Alfano, abbiano mai contestato il suo rifiuto di iscriversi al PPE di cui il PdL è uno dei soci maggiori: nel novembre 2013 il PdL subisce la scissione di NCD (aderente al PPE) guidata da Alfano e quindi il restante parte maggioritaria del PdL si trasforma nella nuova Forza Italia di Berlusconi, entrambi iscritti al PPE), quindi Susy De Martini aderisce a FI ottenendo da Berlusconi la ricandidatura, come punto di riferimento di FI in Liguria, alle elezioni europee del 2014 con la promessa di potersi re-iscrivere al gruppo ECR nonostante l'adesione di FI al PPE; visti i risultati elettorali definitivi, Susy De Martini non è stata rieletta (anche a causa di profondi scontri con e nella dirigenza ligure di FI). A proposito della collocazione internazionale di FI, la stampa internazionale ha ipotizzato una sua possibile futura (cioè dopo le elezioni del 2014) adesione al gruppo ECR perché l'euroscetticismo di Silvio Berlusconi è, a loro giudizio, più vicino ai polacchi del PJS piuttosto che alle posizioni (pro-euro) del PPE di cui Berlusconi è il principale socio italiano fin dal 1998 (anno in cui ha lasciato il gruppo UPE, "padre" del gruppo UEN che nel 2004 aveva accolto i polacchi del PJS che nel 2009 sono tra i soci del gruppo ECR che quindi è "figlio" del gruppo UEN).

## Conservatori e Riformisti al Parlamento europeo

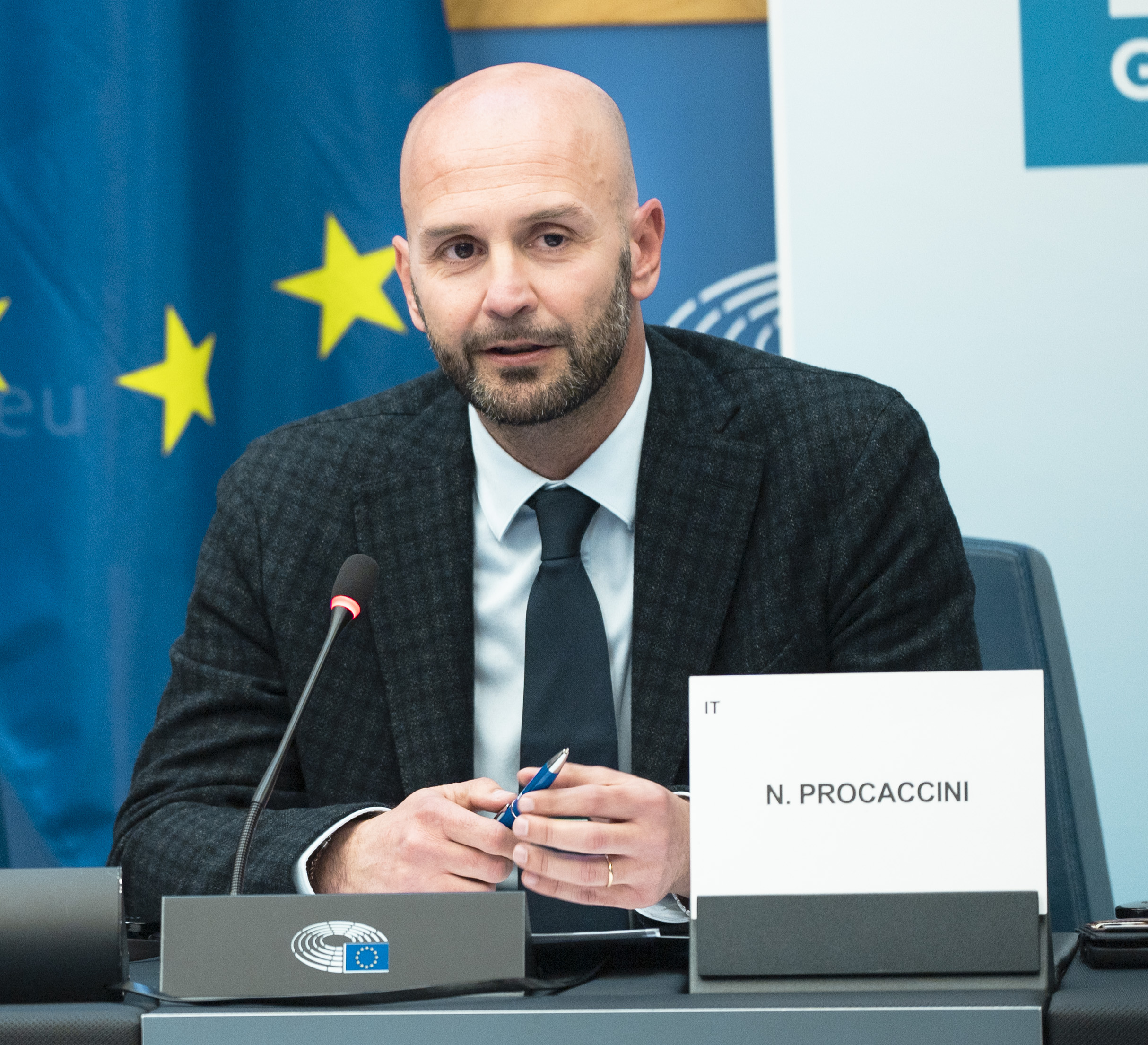
Nicola Procaccini (Co-presidente del gruppo)
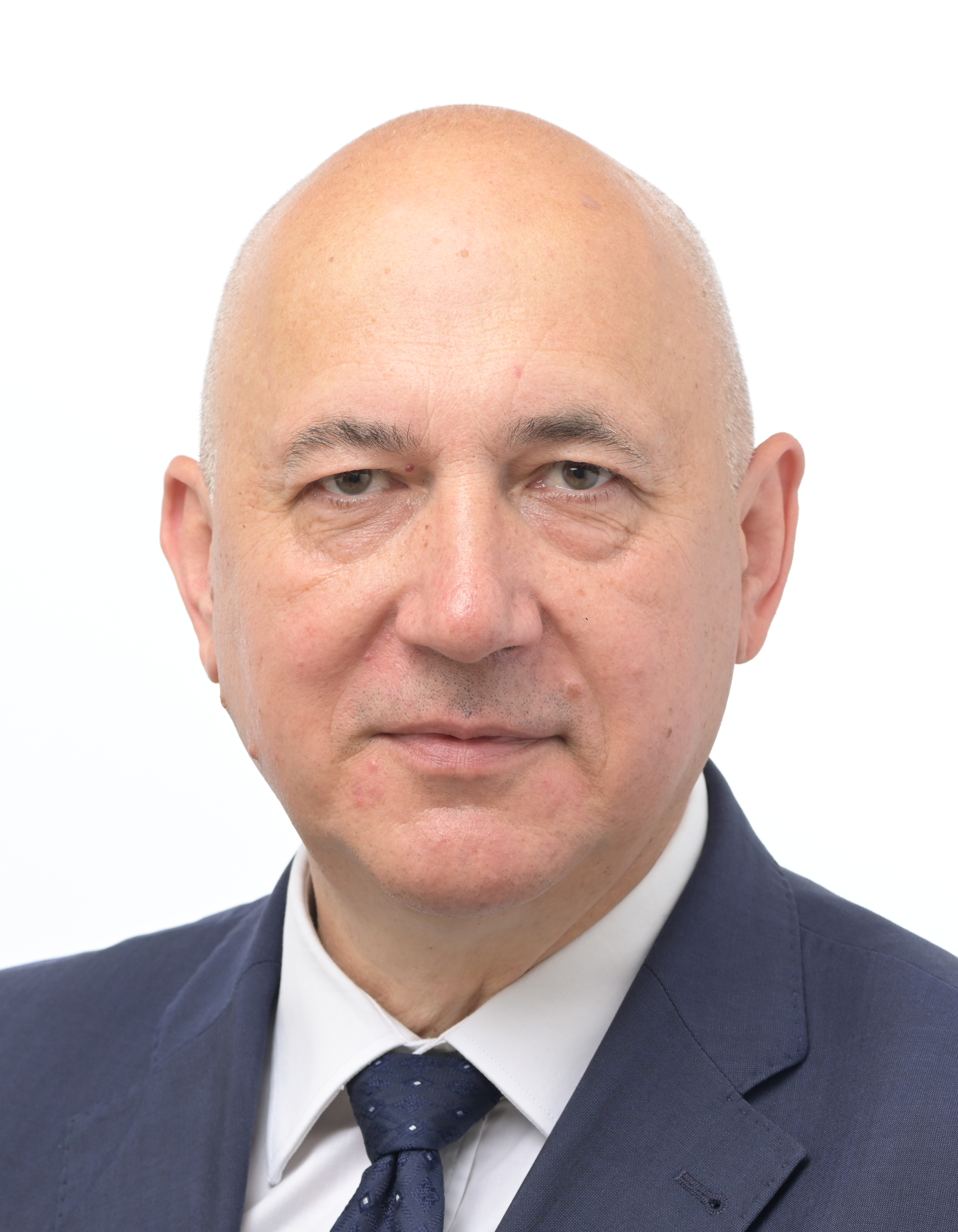
Joachim Brudziński (Co-presidente del gruppo)
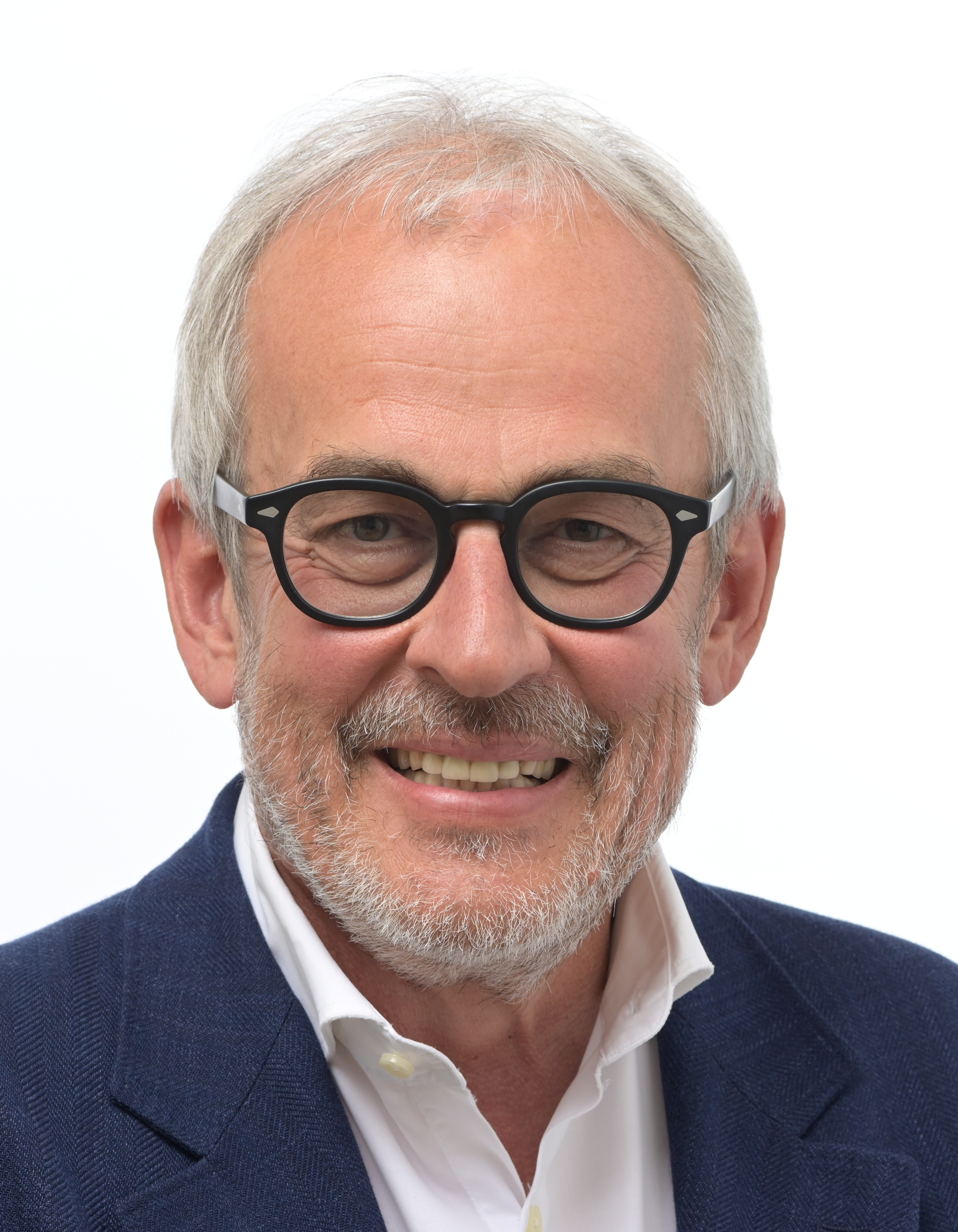
Roberts Zīle (Vicepresidente del Parlamento europeo)
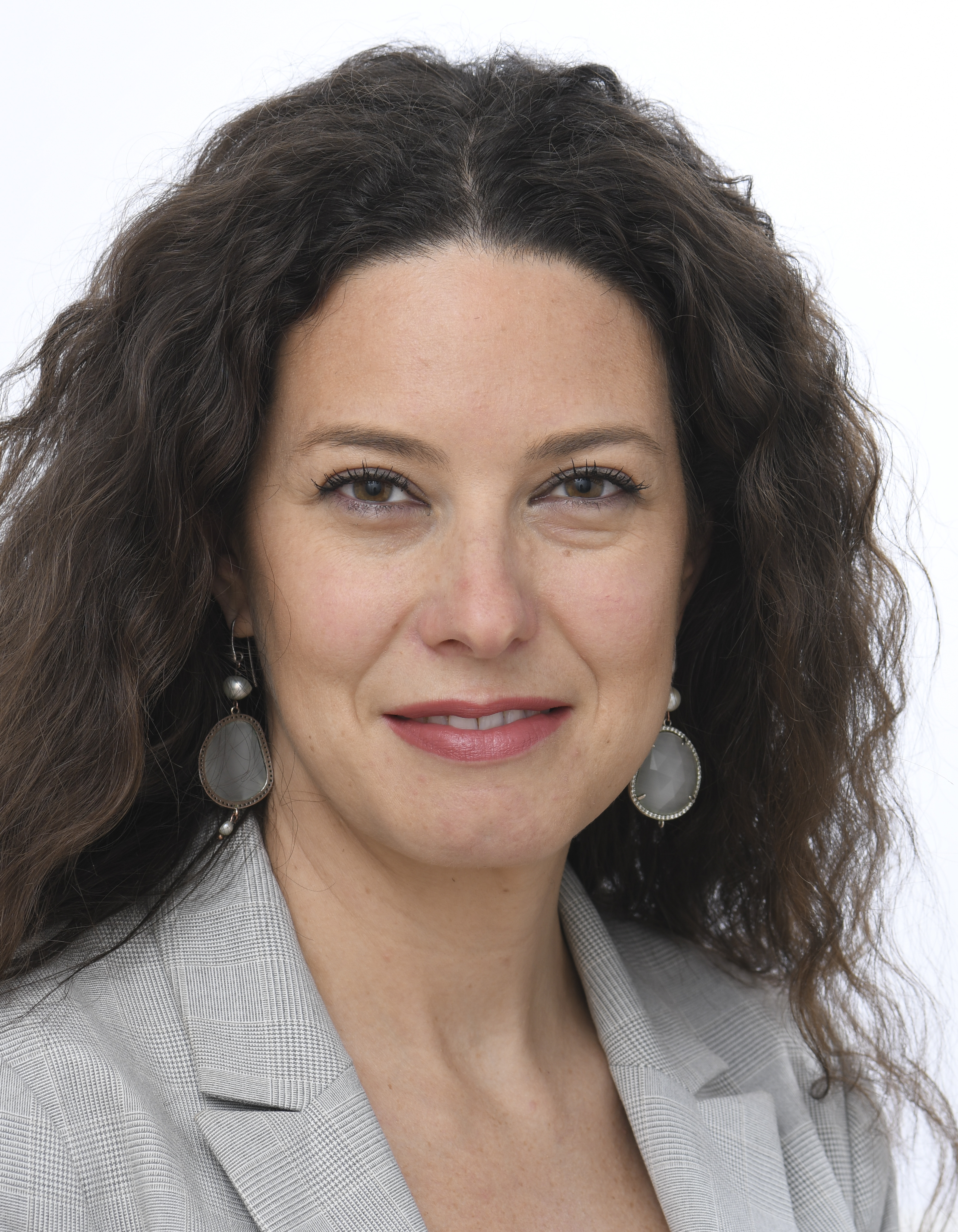
Antonella Sberna (Vicepresidente del Parlamento europeo)